# Yngsjö

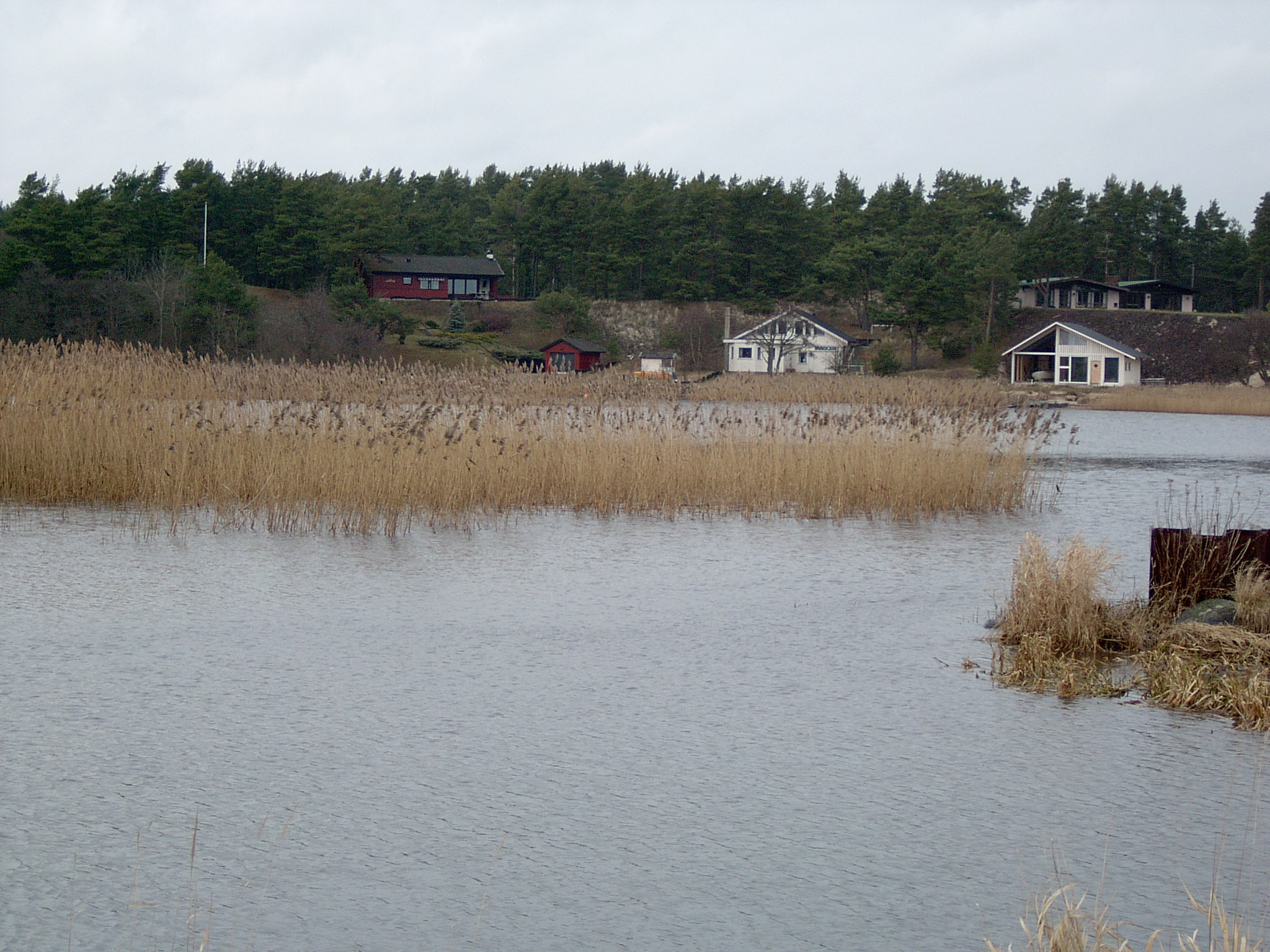
Mündung des Flusses Helge å nahe Yngsjö

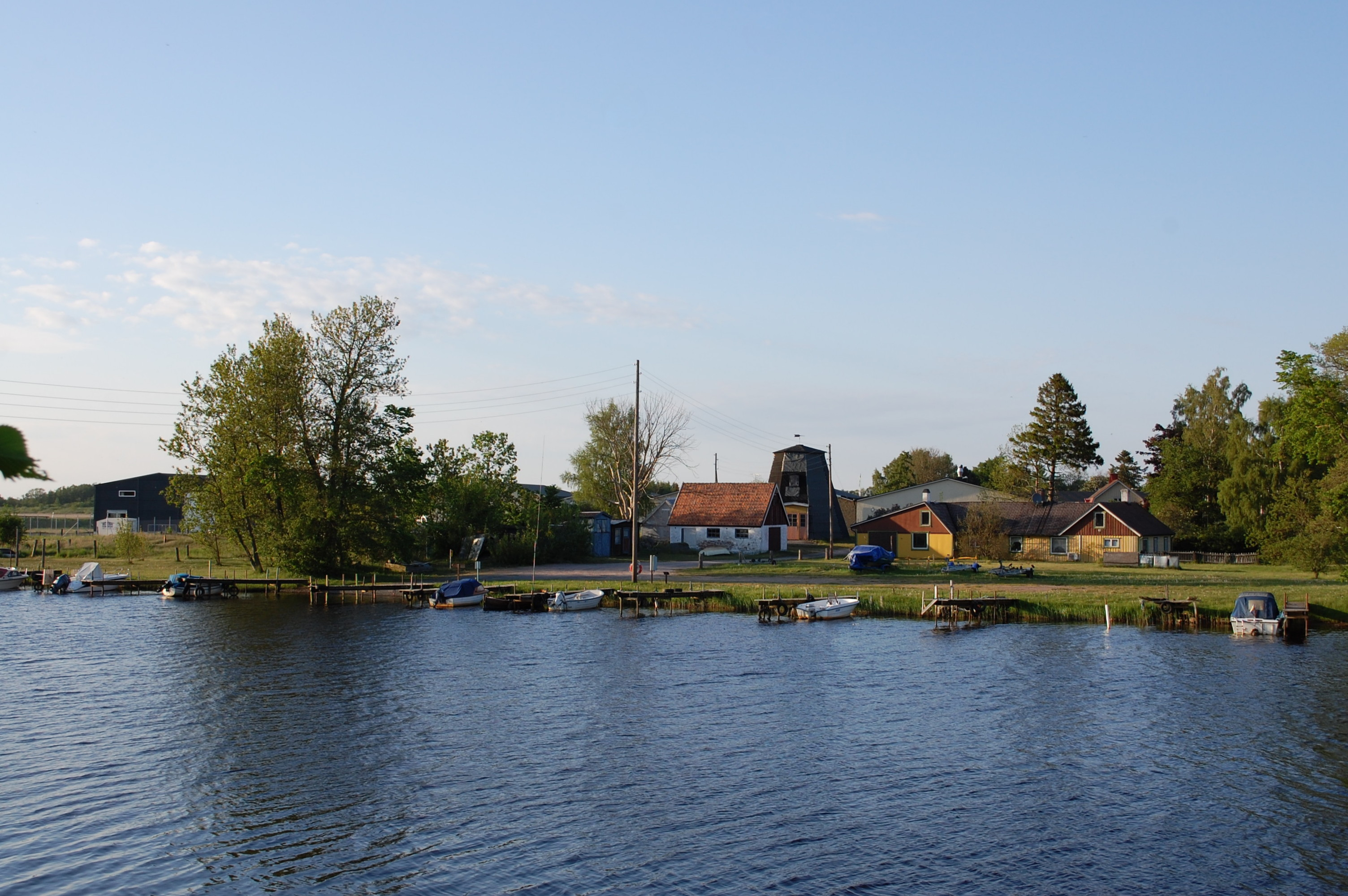
Ufer des Helge å bei Yngsjö

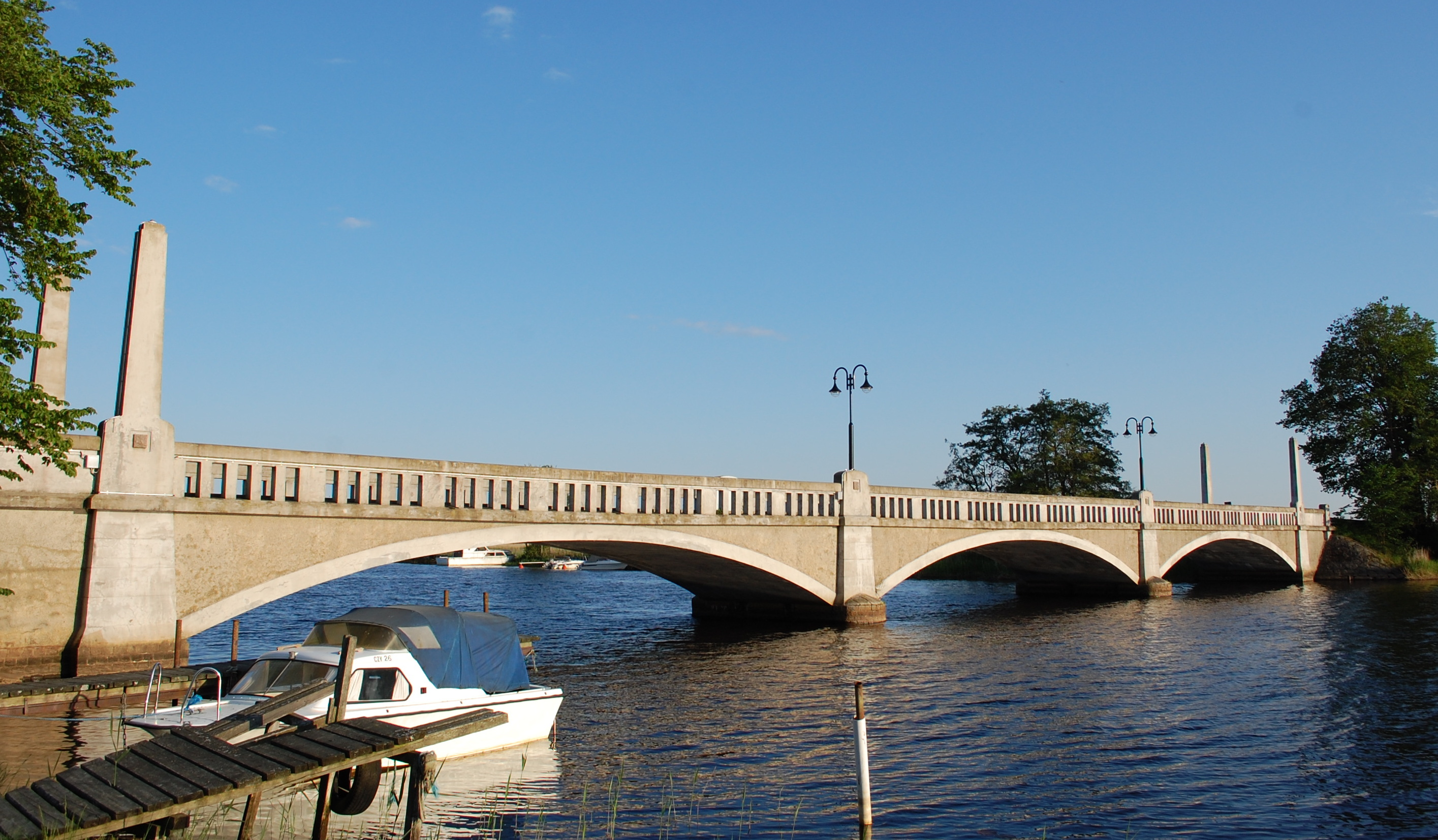
Alte Yngsjö-Brücke

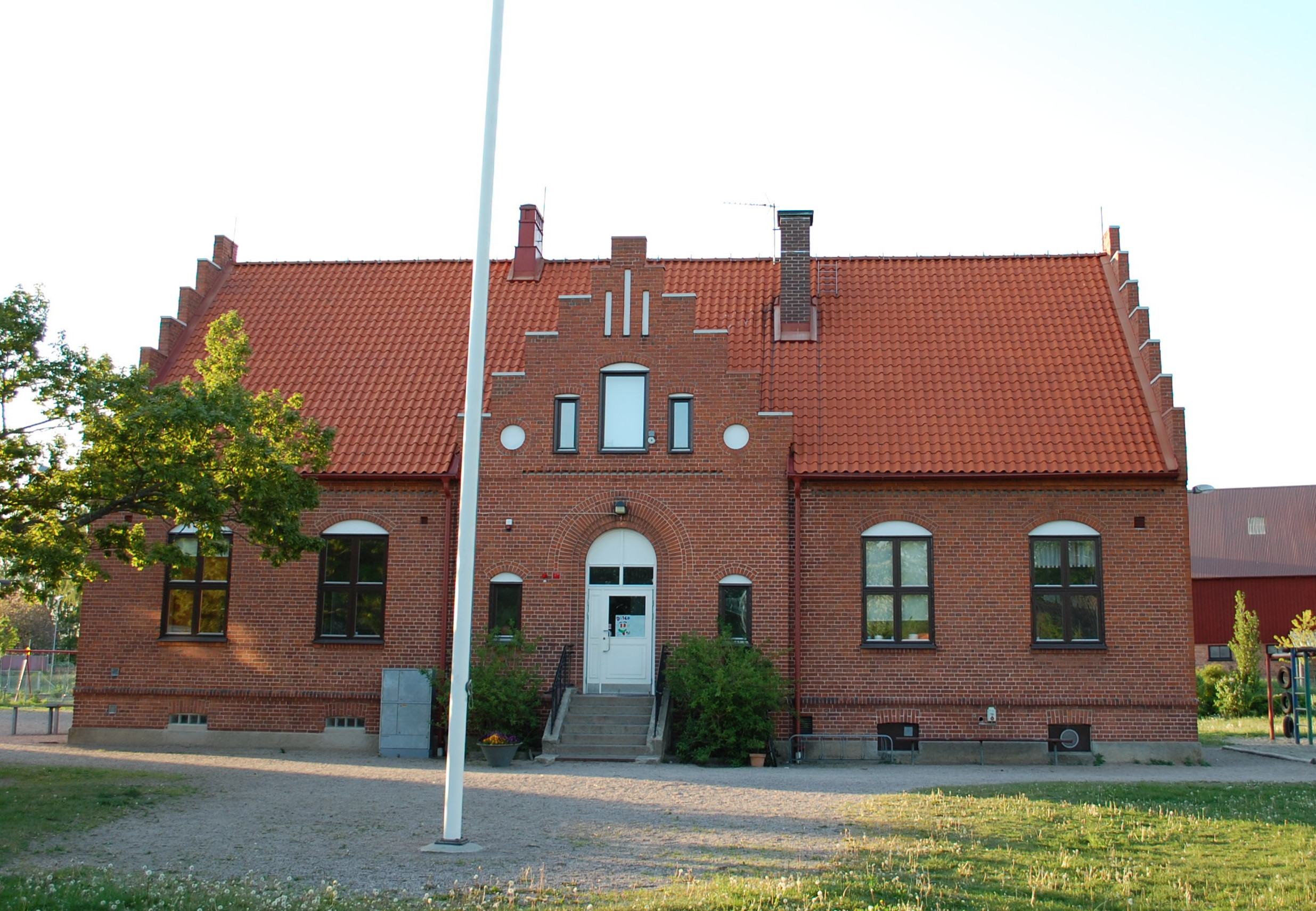
Schulgebäude

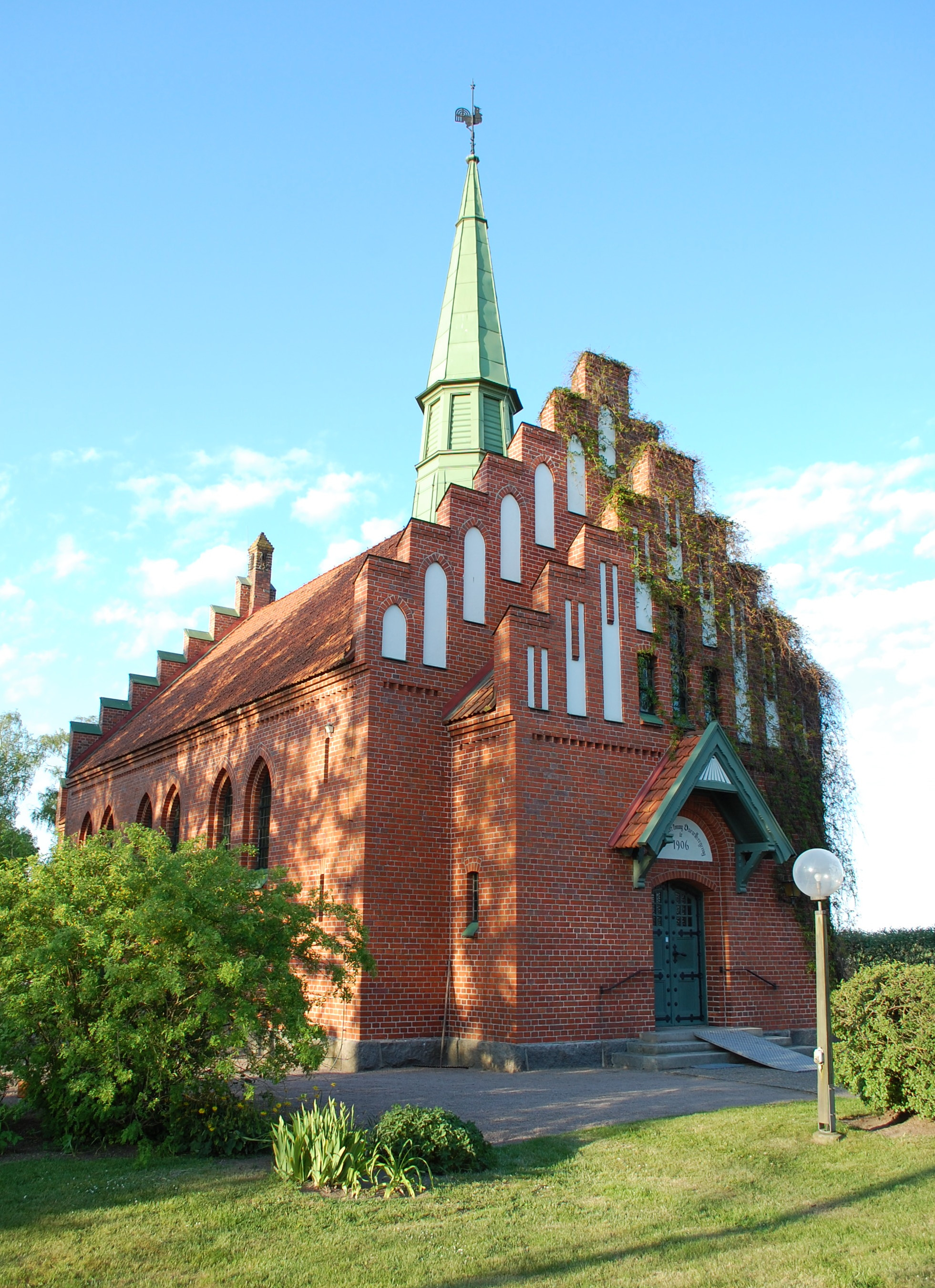
Kapelle von Yngsjö

Yngsjö ist ein Ort (tätort) in der südschwedischen Provinz Skåne län und der historischen Provinz Schonen. Der Ort in der Gemeinde Kristianstad liegt an der Hanöbucht und ist wegen seiner Sandstrände ein beliebter Ferienort mit einem großen Sommerhausgebiet. Yngsjö hatte lange nur etwa 300 Einwohner, doch zuletzt stieg die Bevölkerungszahl auf über 500 (2015). In den Sommermonaten vervielfacht sich die Zahl durch die vielen Feriengäste.
Im Ort gibt es eine Schule sowie die Strandanlage Yngsjö Havsbad, das Restaurant Kastanjelund und einen Supermarkt. Durch den Süden des Ortes fließt der Fluss Helge å, der ein paar Kilometer weiter in die Ostsee mündet. Der Ort hat auch einen kleinen Sportverein: Yngsjö idrottsförening (YIF). In der Nähe befindet sich der (sehr) kleine See Yngsjösjön und die Vogelbeobachtungsstelle Pulken. Seit 1996 gibt es im Ort auch eine professionelle Theatergruppe, das Teater Nostra.

## Geschichte
Das erste Mal urkundlich erwähnt wurde Yngsjö im Jahr 1135 als insjö. Der Name stammt von dem nahegelegenen kleinen Yngsjösjön (schwedisch sjö = See).

### Yngsjö und der Helge å
Yngsjö liegt heute auf einer Art Insel zwischen den beiden Mündungen des Helge å. Dies war früher anders: Erst eine Schmelzwasserflut im Jahr 1775 brachte das natürliche Gefüge durcheinander. Die Einwohner von Yngsjö unternahmen ein Grabungsunternehmen und versuchten, das Flutwasser durch eine Grabung abzuleiten. Am Ende suchte sich jedoch der ganze Fluss einen neuen Lauf. Die Hauptmündung, die vorher noch in Åhus gelegen hatte, befand sich nun bei Yngsjö. Nur ein kleiner Nebenfluss floss noch über eine Gräfte (Graften) in Richtung Åhus.
Dieser Vorfall veränderte das Leben der Yngsjöer schlagartig: Sie lebten nun auf einer Insel und mussten damit zurechtkommen, dass sie nicht mehr problemlos nach Süden reisen konnten. Noch im November 1775 wurde deshalb die erste provisorische Holzbrücke über den neuen Lauf des Helge å gebaut. Die Kosten für diese Brücke hatten die Gastwirte von Yngsjö zu tragen, da sie gesetzlich dazu verpflichtet waren, für Fahrgelegenheiten nach und durch Yngsjö zu sorgen. Als diese erste Brücke und auch eine weitere Holzbrücke jedoch einer Erosion nachgaben, wurden Fähren benutzt, die zunächst etwas weiter stromaufwärts, später dann direkt im Süden von Yngsjö übersetzten.
Im Jahr 1865 wurde die handgezogene Fähre durch eine hölzerne Pfahlbrücke ersetzt, die bis ins 20. Jahrhundert überdauerte. Zu diesem Zeitpunkt war sie bereits so verfault, dass sie im Jahr 1907 geschlossen wurde. Aus Mangel an Alternativen war sie aber noch bis zum Jahr 1912 in Gebrauch. In diesem Jahr begann die Arbeit an einer neuen Beton-Bogenbrücke, die 1915 fertiggestellt wurde. In der Bauphase benutzte man eine provisorische Holzbrücke, die in direkter Verbindung zu der neuen Betonbrücke stand. 1915 konnte diese neue Betonbrücke mit drei Gewölbebogen, die Gamla Yngsjöbron („Alte Yngsjö-Brücke“), schließlich eingeweiht werden. 1965 wurde schließlich auch die Nya Yngsjöbron, die „Neue Yngsjö-Brücke“, fertiggestellt, die auch für den Verkehr mit Autos geeignet ist.

### Eingemeindungen
Yngsjö gehört seit der Gemeindereform von 1971 zur Gemeinde Kristianstad. Vorher gehörte der Ort zur Åhus kommun, der Gemeinde Åhus, die aber im Zuge der Gemeindereform in Kristianstads kommun aufging.

### Einwohnerentwicklung
| Jahr | Einwohner |
| ---- | --------- |
| 1960 | 238       |
| 1970 | 284       |
| 1980 | 272       |
| 1990 | 307       |
| 2000 | 334       |
| 2010 | 302       |
| 2015 | 565       |

## Wirtschaft und Infrastruktur
Yngsjö lebt aufgrund der günstigen Lage an der Ostsee hauptsächlich vom Tourismus. Vor Yngsjö erstreckt sich ein kilometerlanger Sandstrand entlang der Küste der Hanöbucht. In der Umgebung gibt es daher etwa 1700 Ferienhäuser, die oft nur zeitweise, hauptsächlich im Sommer, bewohnt sind. Am Strand befindet sich die Anlage Yngsjö Havsbad, die ein Restaurant, einen Campingplatz und eine Minigolfbahn umfasst.
Ein weiterer Wirtschaftsfaktor ist die Gastronomie: Im Zentrum des Orts befindet sich das vornehme Restaurant und Hotel Kastanjelund. Ebenfalls wichtig für die Yngsjöer Wirtschaft ist der Fischfang, vor allem von Flussaalen. Die Aale kommen hier besonders zahlreich vor, die Küste entlang der Hanöbucht wird daher auch Ålakusten genannt. In der Umgebung von Yngsjö gibt es Aalräuchereien.

## Bauwerke
Südlich von Yngsjö an der Landstraße befindet sich die 1906 errichtete Kapelle von Yngsjö.

## Persönlichkeiten
- Anna Månsdotter – das letzte weibliche Opfer der schwedischen Todesstrafe. Die „Yngsjö-Mörderin“ ermordete ihre Schwiegertochter, die einem Verhältnis zwischen ihr und ihrem Sohn im Wege stand.